# Meru (vulkan)
Meru je aktivni stratovulkan koji se nalazi 70 km zapadno od Kilimandžaro u Tanzaniji. Za vedrih dana vidljiv je s Kilimandžara s 4565 m visine, ovisno o definiciji, deveta je ili deseta najviša planina u Africi. Poput Mount Saint Helens u SAD 1980., Meru je veliki dio svog kratera izgubio prije 8.000 godina u erupciji s istočne strane. Posljednja manja erupcija zabilježena je 1910. godine. Više manjih stožaca i kratera u blizini vjerojatno su ostaci brojnih prijašnjih erupcija.
Meru je topografsko središte Nacionalnog parka Aruša. Na plodnim padinama i okolnoj savani raste šuma u kojoj obitavaju majmuna, leopardi i više od 400 vrsta ptica.

## Galerija
- Topografski prikaz vulkana
- Meru i Krater Ngurdoto, pogled iz svemira
- Pogled s Meru prema Kilimandžaru
- Pogled na Meru s Mahame
- Zalazak sunca za planinu Kili s vrha Meru
- Pogled na Meru s Kilimandžara
- Pogled na Meru s vrha Kilimandžara
- Pogled s Kilimandžara, računalni 3D prikaz

## Vanjske poveznice
|  | Zajednički poslužitelj ima još gradiva o temi Meru (vulkan) |